# Hideki Matsutake
Hideki Matsutake (Yokohama, 1951) è un compositore, arrangiatore e programmatore giapponese.
Viene ricordato per essere stato un pioniere della musica elettronica e per la sua collaborazione con il gruppo musicale giapponese Yellow Magic Orchestra, di cui viene considerato il "quarto membro".

## Biografia
Matsutake si appassionò ai sintetizzatori dopo aver ascoltato Switched-On Bach di Wendy Carlos durante l'Expo 1970 di Osaka. Durante il mese di giugno dell'anno seguente, all'età di 19 anni, lavorò come apprendista del compositore Isao Tomita. In tale circostanza, Matsutake ebbe la possibilità di gestire una delle poche unità di sintetizzatore Moog III-P in Giappone. In seguito, partecipò alla registrazione dell'album Thousand Knives (1978) di Ryūichi Sakamoto e, fra il 1977 e il 1982, divenne il programmatore del suono degli Yellow Magic Orchestra. Nel 1981 formò insieme a Makoto Irie e Ryo Kawakami i Logic System, con cui partecipò a varie tournée all'infuori del Giappone. Nel 1988 ha militato nel gruppo di musica per videogiochi Akihabara Electric Circus, pubblicò l'album chiptune Super Mario Bros. 3: Akihabara Electric Circus (1988). Nel 1996, compose le musiche di Guardian Heroes insieme a Nazo Suzuki. Lungo la sua lunga attività incise musiche per il cinema e per la televisione, componendo anche le musiche di diverse serie animate del franchise Transformers. Oggi Matsutake è il direttore generale della Japan Synthesizer Professional Arts (JSPA).

## Discografia parziale
- 1977 – 江戸 = Edo (con Kondo Chojuro e Masashi Komatsubara)
- 1978 – The Fantasia "The Invitation to the Stars"
- 1978 – Space Fantasy
- 1979 – 007 Digital Moon (con K.I. Capsule)
- 2003 – Sequential Work